# Crepis granatensis
Crepis granatensis là một loài thực vật có hoa trong họ Cúc. Loài này được (Willk.) Blanca & Cueto mô tả khoa học đầu tiên năm 1985.